# Challenger de Quimper 2025
El torneo Open Quimper Bretagne 2025, denominado por razones de patrocinio Open Quimper Bretagne Occidentale fue un torneo de tenis perteneció al ATP Challenger Tour 2025 en la categoría Challenger 125. Se trató de la 16ª edición; el tuvo tendrá lugar en la ciudad de Quimper (Francia), desde el 21 hasta el 26 de enero de 2025 sobre pista dura bajo techo.

## Jugadores participantes del cuadro de individuales
| Preclasificado | País                      | Jugador              | Rank1 | Posición en el torneo |
| 1              | Bandera de Francia        | Adrian Mannarino     | 75    | Primera ronda         |
| 2              | Bandera de Brasil         | Thiago Seyboth Wild  | 79    | Primera ronda         |
| 3              | Bandera de Croacia        | Borna Ćorić          | 87    | Primera ronda         |
| 4              | Bandera de Finlandia      | Otto Virtanen        | 93    | Primera ronda         |
| 5              | Bandera de Italia         | Mattia Bellucci      | 100   | Primera ronda         |
| 6              | Bandera de Estados Unidos | Aleksandar Kovacevic | 109   | Segunda ronda         |
| 7              | Bandera de Kazajistán     | Mikhail Kukushkin    | 110   | Segunda ronda         |
| 8              | Bandera de Serbia         | Laslo Djere          | 114   | Cuartos de final      |

- 1 Se ha tomado en cuenta el ranking del 13 de enero de 2024.

### Otros participantes
Los siguientes jugadores recibieron una invitación (wild card), por lo tanto ingresan directamente al cuadro principal (WC):
- Arthur Gea
- Adrian Mannarino
- Benoît Paire

Los siguientes jugadores ingresan al cuadro principal tras disputar el cuadro clasificatorio (Q):
- Ričardas Berankis
- Mika Brunold
- Sascha Gueymard Wayenburg
- Kyrian Jacquet
- Stefan Kozlov
- Vitaliy Sachko

## Campeones

### Individual Masculino
- Sascha Gueymard Wayenburg derrotó en la final a  Pierre-Hugues Herbert por 6–7(3), 6–1, 6–2

### Dobles Masculino
- Sadio Doumbia /  Fabien Reboul derrotaaron en la final a  Romain Arneodo /  Manuel Guinard por 6–2, 4–6, [10–3]